# Víctor Davalillo
Víctor José Davalillo Romero (Cabimas, 31 de julio de 1939-Caracas, 6 de diciembre de 2023) fue un beisbolista venezolano que se destacó por su versatilidad en este deporte, siendo buen bateador pero mejor fildeador. Jugaba de jardinero aunque posteriormente desempeñó su actividad como bateador emergente.
En Latinoamérica fue conocido como Vitico y en Estados Unidos como Vic. Fue Guante de Oro en 1964 como jardinero de la Liga Americana con los Cleveland Indians y ganador de dos anillos de Serie Mundial en 1971 y 1973 con Pittsburgh Pirates y Oakland Athletics, respectivamente. Fue el venezolano número 8 y el 3.er. Zuliano, en debutar en las Grandes Ligas (MLB) y estableció récord al batear 24 hits en turnos consecutivos como bateador emergente en las ligas mayores.
El 6 de diciembre de 2023, falleció en Caracas tras una cirugía por complicaciones digestivas, originadas por oclusión intestinal.

## Carrera

### En las Ligas Menores de EE. UU.
Comenzó su carrera como lanzador, en esta posición debutó en las ligas menores, hasta que en 1962 tuvo una oportunidad como bateador y se tituló campeón bate de la Liga Internacional con 200 hits, 24 bases robadas, 18 triples, 296 bases alcanzadas y .346 de promedio.

### En las Grandes Ligas del Béisbol (MLB)
En 1963 se convirtió en el octavo Venezolano en las Grandes Ligas, con el equipo Cleveland Indians, ese año fue candidato a novato del año.
En 1964, fue el primer venezolano en ganar un Guante de Oro en la posición de jardinero central, de la Liga Americana con los Indios de Cleveland. De igual manera junto con Luis Aparicio shortstop, formó la primera pareja de venezolanos en ganar Guantes de Oro en sus posiciones respectivas el la Liga Americana.
En 1965 obtuvo el tercer mejor promedio de la Liga Americana, bateando para .301 y participó en el partido de las estrellas. A partir de 1970 pasó a ocupar la posición de bateador emergente (solía ser jardinero) y fue el líder de los bateadores emergentes con 24 hits. Se retiró de las Ligas Mayores en 1974 para jugar en México, con los Cafeteros de Córdoba, pero en la temporada 1977 Tom LaSorda, lo hizo regresar a las Grandes Ligas con Los Angeles Dodgers. Jugó hasta 1980, un total de 16 temporadas, 1458 partidos, 4017 turnos al bate, 509 carreras, 1122 hits, 160 dobles, 37 triples, 36 jonrones, 125 bases robadas y un promedio de por vida de .279, (el más alto fue de .318 en 1972 con los Pittsburgh Pirates).

### En la Liga Mexicana de Béisbol (LMB)
Se hizo presente jugando 3 temporadas en la Liga Mexicana de Béisbol, con los Cafeteros de Córdoba y posteriormente en 1977 con los Rieleros de Aguascalientes, con los que fue campeón en 1978, llamando la atención de Tom LaSorda, mánager de los Dodgers de Los Ángeles. En 1980 y 1981 regresó a jugar con Aguascalientes.

### En la Liga Venezolana de Béisbol Profesional (LVBP)

#### Récords
- Logró cuatro (4) campeonatos de bateo en la LVBP (todos con el equipo Leones del Caracas):

```
Temp: 1962-1963: Ave .400 / Temp: 1963-1964: Ave .351 /
Temp: 1967-1968: Ave .395 / Temp: 1970-1971: Ave .379
```

- Récord de por vida: Temporadas Jugadas: 30 / Hits: 1.505
- Récord por temporada: Hits: Víctor Davalillo 100 (1979-80: Tigres de Aragua)
- Salón de la fama del béisbol venezolano: Fue exaltado el 3 de julio de 2003

En 1976 los Leones lo dejan libre junto con César Tovar y entonces ambos firman con Aragua. En 1981 los Tigres lo cambian junto con Carlos Porte a los Navegantes del Magallanes por el jardinero Oswaldo Olivares, sin embargo antes de iniciar la temporada Magallanes lo deja libre regresando así a Aragua. En 1986, los Tigres lo dejan en libertad (tras la elección la temporada anterior como Novato del Año de Jesús "Chalao" Méndez) y regresa con Caracas en lo que sería su última temporada como jugador activo.

## Estadísticas como bateador
| Año     | Ronda            | Equipo           | JJ   | VB   | CA  | H    | 2B  | 3B | HR | GS | RBI | BR  | AVE   |
| ------- | ---------------- | ---------------- | ---- | ---- | --- | ---- | --- | -- | -- | -- | --- | --- | ----- |
| 1957/58 | Ronda Regular    | Leones           | 9    | 8    | 1   | 2    | 1   | 0  | 0  | 0  | 0   | 1   | .250  |
| 1958/59 | Ronda Regular    | Leones           | 19   | 38   | 5   | 9    | 0   | 0  | 0  | 0  | 0   | 0   | .237  |
| 1959/60 | Ronda Regular    | Leones           | 26   | 77   | 7   | 23   | 3   | 3  | 0  | 0  | 8   | 0   | .299  |
| 1960/61 | Ronda Regular    | Leones           | 36   | 104  | 14  | 34   | 4   | 3  | 0  | 0  | 10  | 2   | .327  |
| 1960/61 | Round Robin      | Valencia         | 4    | 17   | 3   | 6    | 0   | 1  | 1  | 0  | 2   | 0   | .353  |
| 1961/62 | Ronda Regular    | Leones           | 43   | 138  | 18  | 56   | 10  | 2  | 1  |    | 20  | 2   | .406  |
| 1961/62 | Final            | Leones           | 3    | 14   | 3   | 5    | 1   | 1  | 0  | 0  | 1   | 0   | .357  |
| 1962/63 | Ronda Regular    | Leones           | 38   | 150  | 33  | 60   | 16  | 3  | 4  |    | 14  | 2   | .400  |
| 1962/63 | Round Robin      | Leones           | 7    | 29   | 3   | 6    | 0   | 0  | 1  | 0  | 2   | 0   | .267  |
| 1963/64 | Ronda Regular    | Leones           | 50   | 205  | 32  | 72   | 5   | 2  | 2  |    | 22  | 21  | .351  |
| 1963/64 | Final            | Leones           | 5    | 17   | 3   | 7    | 0   | 0  | 1  | 0  | 1   | 1   | .412  |
| 1964/65 | Ronda Regular    | Leones           | 49   | 208  | 36  | 81   | 12  | 0  | 1  |    | 29  | 6   | .389  |
| 1964/65 | Final            | Leones           | 4    | 20   | 3   | 6    | 0   | 0  | 1  | 0  | 2   | 0   | .300  |
| 1965/66 | Ronda Regular    | Leones           | 59   | 226  | 35  | 74   | 8   | 2  | 1  |    | 12  | 16  | .327  |
| 1965/66 | Round Robin      | Leones           | 5    | 20   | 2   | 8    | 2   | 0  | 0  | 0  | 0   | 0   | .400  |
| 1966/67 | Ronda Regular    | Leones           | 39   | 157  | 18  | 43   | 6   | 0  | 1  |    | 9   | 2   | .274  |
| 1966/67 | Round Robin      | Leones           | 3    | 6    | 0   | 1    | 0   | 0  | 0  | 0  | 1   | 0   | .167  |
| 1966/67 | Final            | Leones           | 4    | 16   | 6   | 5    | 0   | 0  | 0  | 0  | 5   | 1   | .313  |
| 1967/68 | Ronda Regular    | Leones           | 54   | 228  | 48  | 90   | 11  | 7  | 2  |    | 25  | 14  | .395  |
| 1967/68 | Final            | Leones           | 10   | 46   | 5   | 16   | 2   | 1  | 1  | 0  | 3   | 3   | .348  |
| 1968/69 | Ronda Regular    | Leones           | 45   | 189  | 31  | 64   | 6   | 7  | 1  |    | 25  | 12  | .339  |
| 1968/69 | Final            | Leones           | 8    | 30   | 6   | 6    | 1   | 0  | 1  |    | 4   | 1   | .200  |
| 1969/70 | Ronda Regular    | Leones           | 54   | 214  | 24  | 65   | 10  | 0  | 0  | 0  | 23  | 12  | .304  |
| 1969/70 | Round Robin      | Tiburones        | 4    | 15   | 1   | 4    | 0   | 0  | 0  | 0  | 0   | 0   | .267  |
| 1969/70 | Final            | Tiburones        | 3    | 11   | 0   | 1    | 0   | 0  | 0  | 0  | 0   | 0   | .091  |
| 1970/71 | Ronda Regular    | Leones           | 51   | 214  | 41  | 81   | 13  | 1  | 3  |    | 19  | 6   | .379  |
| 1970/71 | Round Robin      | Leones           | 3    | 14   | 5   | 6    | 1   | 0  | 1  | 0  | 2   | 0   | .429  |
| 1971/72 | Ronda Regular    | Leones           | 52   | 220  | 40  | 73   | 14  | 2  | 2  |    | 30  | 11  | .332  |
| 1971/72 | Round Robin      | Leones           | 5    | 23   | 3   | 8    | 1   | 1  | 0  | 0  | 2   | 1   | .348  |
| 1972/73 | Ronda Regular    | Leones           | 53   | 205  | 31  | 69   | 11  | 1  | 2  |    | 24  | 8   | .337  |
| 1972/73 | Round Robin      | Leones           | 6    | 25   | 1   | 6    | 1   | 0  | 0  | 0  | 2   | 1   | .240  |
| 1972/73 | Final            | Leones           | 5    | 22   | 6   | 10   | 1   | 3  | 0  | 0  | 4   | 1   | .455  |
| 1973/74 | Ronda Regular    | Leones           | 51   | 214  | 38  | 70   | 10  | 12 | 0  | 0  | 17  | 5   | .327  |
| 1974/75 | Ronda Regular    | Leones           | 35   | 137  | 9   | 40   | 2   | 1  | 0  | 0  | 13  | 1   | .292  |
| 1974/75 | Round Robin      | Leones           | 6    | 20   | 2   | 7    | 3   | 0  | 0  | 0  | 4   | 1   | .350  |
| 1975/76 | Ronda Regular    | Portuguesa       | 35   | 134  | 16  | 33   | 4   | 1  | 1  |    | 10  | 3   | .246  |
| 1976/77 | Ronda Regular    | Aragua           | 61   | 248  | 26  | 68   | 5   | 2  | 1  |    | 22  | 4   | .274  |
| 1977/78 | Ronda Regular    | Aragua           | 60   | 244  | 37  | 70   | 10  | 1  | 2  |    | 23  | 2   | .287  |
| 1977/78 | Round Robin      | Aragua           | 5    | 19   | 2   | 5    | 1   | 0  | 0  | 0  | 1   | 1   | .263  |
| 1978/79 | Ronda Regular    | Aragua           | 30   | 128  | 21  | 43   | 5   | 0  | 3  |    | 11  | 0   | .336  |
| 1978/79 | Round Robin      | Aragua           | 7    | 31   | 6   | 8    | 1   | 0  | 2  |    | 5   | 0   | .258  |
| 1979/80 | Ronda Regular    | Aragua           | 71   | 295  | 35  | 100  | 11  | 2  | 6  |    | 38  | 1   | .339  |
| 1980/81 | Ronda Regular    | Aragua           | 49   | 171  | 22  | 45   | 3   | 2  | 0  | 0  | 13  | 3   | .263  |
| 1981/82 | Ronda Regular    | Aragua           | 36   | 104  | 17  | 43   | 3   | 2  | 0  | 0  | 14  | 3   | .413  |
| 1982/83 | Ronda Regular    | Aragua           | 35   | 61   | 7   | 17   | 3   | 2  | 0  | 0  | 14  | 1   | .279  |
| 1982/83 | Round Robin      | Aragua           | 3    | 12   | 1   | 3    | 0   | 0  | 0  | 0  | 3   | 0   | .250  |
| 1983/84 | Ronda Regular    | Aragua           | 32   | 62   | 5   | 19   | 1   | 0  | 0  | 0  | 5   | 0   | .306  |
| 1984/85 | Ronda Regular    | Aragua           | 43   | 121  | 9   | 31   | 4   | 1  | 1  |    | 17  | 0   | .256  |
| 1984/85 | Round Robin      | Aragua           | 5    | 12   | 4   | 5    | 0   | 1  | 0  | 0  | 1   | 0   | .417  |
| 1984/85 | Final            | Aragua           | 1    | 4    | 0   | 0    | 0   | 0  | 0  | 0  | 0   | 0   | .000  |
| 1985/86 | Ronda Regular    | Aragua           | 26   | 44   | 3   | 9    | 2   | 0  | 0  | 0  | 4   | 0   | .205  |
| 1986/87 | Ronda Regular    | Leones           | 41   | 92   | 7   | 21   | 4   | 1  | 0  | 0  | 12  | 0   | .228  |
| 1986/87 | Round Robin      | Leones           | 2    | 2    | 0   | 1    | 0   | 0  | 0  | 0  | 0   | 0   | .500  |
| 1986/87 | Final            | Leones           | 1    | 1    | 0   | 1    | 1   | 0  | 0  | 0  | 1   | 0   | .1000 |
| Total   | 30 Ronda Regular | 30 Ronda Regular | 1282 | 4636 | 666 | 1505 | 197 | 50 | 34 | -  | 483 | 138 | .325  |
| Total   | 14 Round Robin   | 14 Round Robin   | 65   | 245  | 33  | 74   | 10  | 3  | 5  | -  | 25  | 4   | .302  |
| Total   | 10 Final         | 10 Final         | 44   | 181  | 32  | 57   | 6   | 4  | 4  | -  | 21  | 7   | .315  |

(*) Jugó como refuerzo.

## Dinastía beisbolística
Ha sido considerado el hijo ilustre de Cabimas, donde el estadio municipal fue bautizado como "Víctor Davalillo" en su honor, dicho estadio fue sede del equipo Petroleros de Cabimas entre las temporadas 1991 - 1995 y de las Águilas del Zulia en 1998 - 1999. En Venezuela, Davalillo posee el récord de 1505 hits en la Liga Venezolana de Béisbol Profesional.
Fue hermano del también beisbolista Pompeyo Davalillo (fallecido en el año 2013), quien jugó en las Grandes Ligas con los Washington Senators en 1953 y dirigió en la Liga Mexicana de Béisbol a los Rieleros de Aguascalientes.